# Marcos Pereira
Marcos Antonio Pereira (Sertaneja, 2 april 1975) is een Braziliaans oud-voetballer. Hij was een aanvaller die voor verscheidene Belgische clubs uitkwam.
Pereira is de vader van voetballer Andreas Pereira.

## Spelerscarrière
Marcos Pereira voetbalde in zijn geboorteland Brazilië voor Internacional toen hij in 1992 via een malafide spelersmakelaar in België belandde. Hoewel hem een transfer naar een goede club beloofd was, kwam de Braziliaan bij vierdeklasser Putte terecht. Nog voor het einde van het seizoen 1992/93 maakte Pereira de overstap naar eersteklasser Lierse SK, waar hij werd opgevangen door coach Herman Helleputte.
De technisch sterke aanvaller ruilde Lierse in 1993 in voor KV Mechelen, waar hij onder coach Fi Van Hoof zijn eerste speelminuten op het hoogste niveau kreeg. Onder coach Walter Meeuws kreeg de Braziliaanse spits in het seizoen 1994/95 regelmatig speelkansen. Hij was dat seizoen ook goed voor twee doelpunten. Nadien zorgde een blessure ervoor dat hij nog amper aan spelen toekwam.
In 1996 keerde de dribbelvaardige aanvaller terug naar de Vierde Klasse. Hij speelde er drie seizoenen voor KFC Zwarte Leeuw. In het seizoen 1998/99 eindigde de club op de derde plaats in Vierde Klasse B. Nadien zette de inmiddels makkelijk scorende Pereira opnieuw een stap hogerop. Hij tekende bij de Limburgse tweedeklasser Maasland Maasmechelen. In het seizoen 2000/01 werd hij met 20 doelpunten een van de smaakmakers in de tweede divisie. Hij leverde hem in de zomer van 2001 een transfer op naar Sint-Truidense VV. Pereira groeide onder trainer Jacky Mathijssen uit tot een vaste waarde bij de Kanaries en bereikte in 2003 de bekerfinale. Sint-Truiden verloor daarin met 3-1 van La Louvière.
Tijdens de winterstop van het seizoen 2003/04 vertrok Pereira naar Antwerp FC. Bij de in sportieve moeilijkheden verkerende club kon hij geen rol van betekenis spelen. Hij raakte opnieuw zwaar geblesseerd na een tackle van Gert Verheyen in duel tegen Club Brugge. Antwerp werd laatste in de competitie en degradeerde naar de Tweede Klasse. In februari 2005 werd hij ook in verband gebracht met een omkoopschandaal waar zowel Sint-Truiden als Antwerp bij betrokken was.
Pereira verhuisde in de zomer van 2004 naar KVSK United. Bij de derdeklasser had de Braziliaanse aanvaller met 11 doelpunten een groot aandeel in de promotie in 2005. Ook in het daaropvolgende seizoen bleef Pereira makkelijk scoren. Vanaf 2008 verzeilde hij bij de Limburgse club op de bank. In 2010 speelde hij nog even voor vierdeklasser Overpeltse VV alvorens een punt te zetten achter zijn spelerscarrière.

### Naast het voetbal
Pereira kwam tijdens zijn voetbalcarrière uit voor verschillende clubs uit de provincie Limburg. De Braziliaan ging in Lommel wonen en werkte naast het voetbal in een telecombedrijf. Na zijn spelerscarrière werd hij ook jeugdtrainer bij KRC Genk. In 2011 werd hij in Lommel een bestuurslid van de Nieuw-Vlaamse Alliantie (N-VA).